# Talaj

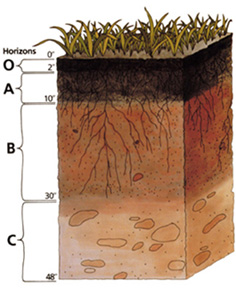
Talajszelvény, a főbb talajszintek megjelölésével

A talaj a földkéreg legkülső, laza, termékeny rétege. A talaj a földi élet egyik alapja, a növényeket (és ezáltal az állatokat, valamint az embert) ellátja tápanyagokkal, vízzel, megköti és átalakítja az anyagokat.

## A talaj alkotórészei
A talaj kémiai szempontból keverék, háromfázisú polidiszperz rendszer: azaz alkotórészei között szilárd, folyadék- és gázfázisú anyagokat találunk, melyek egymással diszperz rendszert alkotnak. A szilárd fázisú anyagok általában a talaj térfogatának nagyjából felét töltik ki (50%); a kitöltetlen rész a pórustér, amelyben folyadékfázisú anyagok (30–45%) és a gázfázisú anyagok (5–20%) fordulnak elő. A talaj alkotórészeinek csoportosítása a fázisok szerint:
1. A talaj szilárd fázisú anyagai
  - Szerves szilárd anyagok – a talaj szervesanyag-tartalma.
    - Élő szerves anyag – a talaj élővilága. Csoportosítása:[3]
      - Növényi gyökerek.
      - Edafon – a talajlakó élőlények összessége.
        - Mikroorganizmusok (baktériumok, algák, gombák)
        - Mikrofauna (ostoros egysejtűek, csillós egysejtűek, medveállatkák)
        - Mezofauna (fonálférgek, kerekesférgek, ugróvillások, atkák)
        - Makrofauna (televényférgek, ászkák, ikerszelvényesek, százlábúak, rovarok)
        - Megafauna (földigiliszták, emlősök)

    - Holt szerves anyag
      - Nem-humuszanyagok – fehérjék és aminovegyületek, lignin és származékai, szénhidrátok, egyéb egyszerű szerves vegyületek.
      - Új képződmények – a talajban található mikroszervezetek élettevékenységének szabályozói és termékei (pl. poliuronidok, enzimek).
      - Humusz

  - Szervetlen szilárd anyagok – a talaj ásványianyag-tartalma. A hideg területeken különösen fontos szerepe van a talaj víztartalmának halmazállapot-változásával (a H2O fázisváltozásával) keletkező vízjégnek.
2. A talaj folyadékfázisú anyaga – nagyrészt víz, mely oldott szabad ionokat, ionpárokat, oldható szerves vegyületeket és fémkomplexeket, valamint semleges molekulákat tartalmaz (talajoldat).
  - Beszivárgó víz – a felszín felől beszivárgó víz (pl. csapadékvíz, öntözővíz).
  - Adszorbeált víz – erősen kötött, a talajszemcsék felületére közvetlenül tapadó vízfilm.
  - Gyengén kötött hártyavíz – az adszorbeált vízfilm külső része, amely gyengén kötött.
  - Kapilláris víz – a talaj kapillárisaiban található víz.
  - Talajvíz
3. A talaj gázfázisú anyagai – a talajlevegőt alkotják.

## Talajképződés
A talajképződés első szakasza a talajképző üledék kialakulása. Ennek feltétele az alapkőzet mállása. A fizikai mállás a kőzet felaprózódása a fagy, a szél és víz munkájának hatására. A kémiai mállás eredményeként a kőzet egyes alkotóelemei elbomlanak. A többszakaszos mállási sorok végén több ásvány és a főleg a vulkáni kőzetekre jellemző kőzetüveg kisebb fajlagos tömegű, nagyobb illóanyagtartalmú másodlagos ásványokká alakul át. Ezt a folyamatot a különböző élő szervezetek élettevékenysége, azaz a biológiai mállás jelentősen felgyorsítja. A kémiai és a biológiai mállás gyakorlatilag elkülöníthetetlen.
A kőzet málladékát a szél és főleg a felszíni víz többnyire áthalmozza, és alacsonyabb térszíneken ülepíti le. Amikor a málladék többé-kevésbé eredeti helyén marad, helyben maradó (eluviális) talajokról beszélünk. Az áthalmozás rendszerint több fázisú. Így például az ártéren kiülepedő hordalék talajosodik, majd a medrét változtató víz ezt a talajt, elmossa. Anyaga ismét hordalékká válik, a víz továbbszállítja, és lejjebb ülepíti ki, ahol a friss áradmány ismét talajosodni kezd.
A biológiai mállás már a közvetlen talajképződés része: ennek eredményeként halmozódik fel az üledékben a talajok jellemző speciális szervesanyag-formája, a humusz.
A talajképző üledék (ásványtani és szemcse-) összetétele, a talajvíz jellege és áramlásának sebessége, valamint a növényborítás hatására alakulnak ki a különböző genetikai talajtípusok. Ezekben – a csekély mértékben talajosodott, kevés humuszt tartalmazó, ún. váztalajok kivételével – többnyire szabad szemmel is jól látható talajszintek különülnek el. Ezeket számos tényező alakítja ki; ezek közül a legfontosabb a biogén akkumuláció: a növény gyökerei tápanyagokat szívnak fel a mélyebb szintekről; a növény ezeket felhalmozza; az elpusztult növényi részek hosszú szénláncú szerves molekuláit a lebontó, zömmel talajlakó szervezetek (oxidálják és ezzel) egyszerű vegyületekké alakítják; ezen egyszerű vegyületek zöme a talaj magasabb szintjeiben kötődik meg.

### A talajképződés speciális folyamatai

#### Humuszosodás
A humuszosodás a talajra jellemző szervesanyag, a humusz kialakulása. Ez szorosan összefügg a talajra jutó szervesanyag átalakulásával és majd bomlásával; lényege, hogy a bomlástermékek a talaj ásványi anyagával keveredése és ahhoz kapcsolódnak. A humuszosodást befolyásoló tényezők: a talajra és a talajba jutó szervesanyag mennyisége, minősége és eloszlása, a szervesanyag bomlásának és átalakulásnak feltételei, valamint a talajképző üledék összetétele. A talajra és a talajba jutó szervesanyag jellege a talajon élő növénytársulástól, mennyisége főként a biomassza fajlagos tömegétől függ, így földrajzi övezetenként különböző. A humuszanyagok sorsa és jellegzetessége a talajlakó állatok keverő hatásának következménye. A különösen termékeny mezőgazdasági talajok egyik legfőbb ismérvei az agyag-humusz-komplexek. Létrejöttük legfőbb aktiválói a földigiliszták (Lumbricidae); ezek bélcsatornájában ugyanis az agyagásványok és humuszanyagok szorosan, tartósan összekapcsolódnak. A humuszosodásnak is fontos feltétele az idő: a talajképző üledékre és a rajta megtelepült növénytársulásra jellemző egyensúlyi állapot kialakulásához esetenként több száz, olykor több ezer évre van szükség.

#### Kilúgzás
Az elbomló alapkőzet anyagának egy része másodlagos ásványok formájában a talajban marad, más része oldhatóvá válik és kimosódik a talajszelvényből. A kilúgzás, vagyis a vízben oldódó anyagok kimosódása egyrészt a kémiai a mállás része, másrészt a növények élettevékenységének következménye. A kilúgzás feltétele a lefelé szivárgó (vagy közel vízszintesen áramló) talajoldat, valamint az oldható anyagok keletkezése. A kilúgzás tehát függ a csapadék mennyiségétől és a párolgástól, valamint a talajoldat kémhatásától és a talajon élő növényzet vízfelhasználásától. A kilúgzás eredményeként a felső talajszintekben elsősorban a kalcium-karbonát és az annál jobban oldható anyagok mennyisége csökken.

#### Agyagosodás
Az agyagosodás az agyagásványok erőteljes felszaporodása. Ehhez egyrészt arra van szükség, hogy a talajképző kőzetben viszonylag földpát, illetve kőzetüveg legyen, mert ezek kémiai mállása produkál agyagásványokat, másrészt arra, hogy a talaj kémhatása viszonylag savanyú legyen, mert ez meggyorsítja a földpátok és a kőzetüveg bomlását. A kilúgzás lényegesen felgyorsítja az agyagosodást, mert a karbonátmentes szintek kémhatása savanyúbb; ezért a kilúgzást az agyagosodás előfutárának tekinthetjük.

#### Agyagbemosódás
Az agyagbemosódás lényege, hogy a felső talajszintek, vagyis az A és az E szint agyagtartalma lényeges változás nélkül lemosódik a B szintbe, ahol  bevonva a talajszemcsék felületét, majd kitölti a pórusokat. Felismerését segíti a talajszemcsék agyagos bevonata. Az ilyen talajokban az E szint jellemzően világos, fakó, a B szint sötétebb: barnás, illetve vörösesbarna. Az agyag nemcsak a savanyú, hanem a lúgos, szikes talajokban is lemosódhat.

#### Podzolosodás
Amikor a talajra hulló szervesanyag bomlása nagyon sok szerves savat termel és az A szintben kevés a talajkolloid, a savtöbblet „nem elégszik meg” a kolloidok diszpergálásával és peptizálásával hanem elbontja magukat az agyagásványokat is, amelyek egyszerű vegyületekre esnek szét. Ezek közül a kovasav nagy része helyben marad, a vas és az alumínium ionos állapotban vagy komplex kötésekben lemosódik. Az amorf, vagy gyengén kristályos vas- és alumínium-oxidhidrátok többnyire a B szintben halmozódnak fel. A podzolosodás az E és a B szint agyagtartalmának nagy különbségéről, az E szint piszkosfehér és a B szint vörösesbarna vagy barnásfekete színéről ismerhető fel.

#### Szologyosodás
A szologyosodás az a folyamat, amelyben az agyagásványok nem savas, hanem erősebben lúgos közegben esnek szét. Hatására a szikesek felszínén és az E szintben is frissen képződött kovasav csapódik ki.

#### Kovárványosodás
A kovárványosodás a homokon kialakult talajokra jellemző. Lényege, hogy a lefelé mozgó talajoldatból az anyagok nem összefüggő szintekben, hanem szalagokban-rétegekben csapódnak ki. Feltételei:
- a talajoldat gyors diffúziója (durva szemcseösszetétel),
- többé-kevésbé savanyú közeg,
- a háromfázisú zóna oxidatív jellege.

A kovárványcsíkok távolsága és vastagsága a talajoldatok töménységétől és a diffúzió sebességétől, valamint a talajképző üledék rétegzettségétől függ; mindkettő néhány cm-től 15–20 cm-ig változhat.

#### Glejesedés
A kovárványosodással ellentétben a glejesedéshez reduktív közeg kell. Szemmel láthatóvá a vas vegyértékváltása teszi (a ferrivas vegyületei sárga-barna-vörös, a ferrovaséi szürke-zöld színűek), de a vas együtt más szervetlen, illetve szerves anyagok is redukálódnak. A glejesedés a talajvíz és a felszíni vízborítás felől egyaránt elindulhat, sőt a talajszelvényben kialakult vízzáró szintek feletti, úgynevezett függő vizekben is bekövetkezhet. A redukciót jelző kékes-szürkés glejszinteket a szárazabb időszakokban bekövetkező oxidáció hatására rozsdás szint is kísér(het)i.

#### Szikesedés
A szikes talajokban a talajvíz mélysége csekély, a párolgás több, mint a csapadék. A talajvíz a felszín közelében betöményedik, majd túltelítetté válik. A sófelhalmozódás hatására a talajkolloidok felületén megnő a nátriumionok mennyisége, a talaj fizikai és kémiai tulajdonságai romlanak.

#### Láposodás
A láposodás olyankor jellemző, a talajt az év nagy részében vagy akár állandóan víz borítja. A vízi növényzet maradványai levegőtlen körülmények között bomlanak le és halmozódnak fel, tehát bomlástermékek alapvetően különböznek a humusztól.
Más megközelítésben a talaj kialakulását befolyásoló tényezőket két csoportra osztjuk:
1. Felülről lefelé ható tényezők:
  - csapadék
  - gyökerek által kiválasztott anyagok
2. Alulról felfelé ható tényezők:
  - talajvíz
  - alapkőzet
  - növények felszívó ereje

## Talajpusztulás

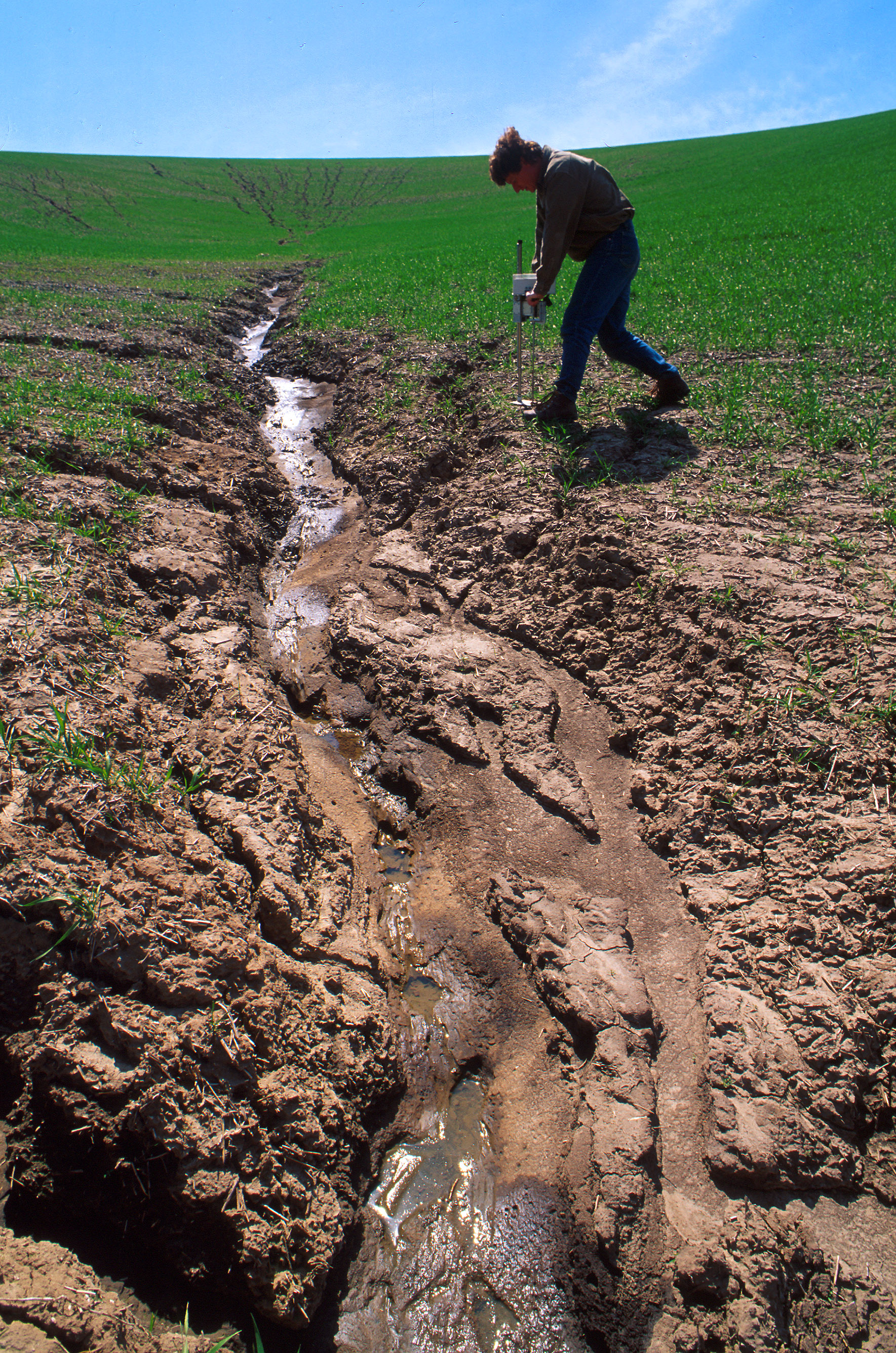
Talajpusztulás

Vannak olyan behatások is, amelyek a talaj vékonyodását, fogyását, terméketlenné válását idézik elő. Ilyenek például a talajerózió, az elsavasodás, az elszikesedés, a lemosódás, az elsivatagosodás. Ezt igyekszik gátolni a talaj védelmét biztosítani igyekvő szabályozások .
A jelenlegi talajpusztulási folyamatokról készített felmérések azt mutatják, hogy éves szinten mintegy 75 milliárd tonna termőtalaj tűnik el a földfelszínről, s ezzel a pusztulási ütemmel számolva, mindössze 60 évig marad még termőképes talaj a Földön. A talajpusztulásnak egyik velejárója, hogy kevesebb ásványi anyag tud felszívódni a növényekbe, így azok terméseinek, gyökereinek egyre kevesebb lesz az ásványi anyag és tápanyagtartalma.
A legrosszabb a helyzet a talaj pusztulása szempontjából Kínában, ahol 57-szer gyorsabban pusztulnak a talajok, mint ahogyan újratermelődnének. Európában ez az arány 17-szeres, Észak-Amerikában 10-szeres, Ausztráliában ötszörös.

## A talaj termékenysége
A talaj termékenységének egyik legfontosabb tényezője a benne található szerves anyag, azaz a humusz mennyisége és minősége. A humusz tápanyagot szolgáltat, javítja a szerkezetet, valamint az ásványi alkotókkal együtt kolloidokat képez.

## A talajban végbemenő természetes folyamatok
A termékenységet meghatározó legfontosabb folyamatok a mállás, a nitrifikáció, ammonifikáció, humuszképződés és a nitrogénkötés.

## Talajtípusok
Az alapkőzet, az éghajlat és a növényzet befolyása alatt különféle talajtípusok alakulhatnak ki.

### Osztályozási szempontok
A Földön nagyon sok talajtípus található. Ezek különbözőképp osztályozhatók. A talajtani szakemberek néhány egymástól jelentősen különböző nagyobb csoporton belül több kisebb csoportot különítenek el.
Az osztályozás szempontjai:
- talajrészecskék mérete (homok-vályog-agyag; a részecskék csökkenő mérete szerint)
- szervesanyag-tartalom és termékenység
- alapkőzet, a kialakulás földrajztudományi helye
- a talajképződés módja, a talajok kora stb.

szerint.

### Magyarország jelentősebb talajtípusai
- csernozjom (feketeföld) talajok
- barna erdőtalajok
- réti talajok
- homoktalajok (váztalajok)
- szikes talajok
- váztalajok
- sötét színű litomorf (kőzethatású) erdőtalajok
- láptalajok
- öntés- és lejtőhordalék-talajok

Kocsis Mihály, Berényi Üveges Judit, Várszegi Gábor és Sisák István tanulmánya szerint, ami a genetikus talajtérképet mutatta be, Magyarországon a legnagyobb területi kiterjedésben előforduló három talajaltípus a nem podzolos  agyagbemosódásos barna erdőtalaj (8,77%), a karbonátos réti csernozjom talaj (7,12%) és a karbonátos réti talaj (6,18%).

## A talaj környezetvédelmi jelentősége
A talaj egyik természetes funkciója az egyes anyagok megkötése, lebontása és átalakítása. Ezt a tulajdonságát az ember is kihasználja, amikor a saját hulladékát, szennyvizét, vegyi anyagokat, sőt saját holttesteit is a talajban helyezi el. Ezek a folyamatok mindaddig véghez is mennek, amíg csatlakoznak a természetes körfolyamatokba, és amíg a talaj átalakító kapacitását el nem érik. Amennyiben ezeket a korlátokat nem vesszük figyelembe, súlyos katasztrófák történhetnek.
2013 decemberében az ENSZ Élelmezésügyi és Mezőgazdasági Világszervezete (FAO) javaslatára az ENSZ közgyűlése december 5-ét a Talaj nemzetközi napjává nyilvánította, hogy ezzel is felhívja a figyelmet a talajvédelem fontosságára és a talajok állapotának aggasztó világszintű romlására.